# Reator de tório

MSR: reator a sal fundido de 4ª geração que emprega tório como combustível.

Reator de tório é aquele onde a geração de energia nuclear é realizada principalmente pela fissão nuclear do isótopo urânio-233 produzido a partir do elemento tório.
Segundo seus proponentes, o ciclo do tório oferece várias vantagens em potencial sobre um ciclo de combustível do urânio, incluindo uma abundância muito maior de tório na Terra, propriedades físicas e nucleares superiores e produção reduzida de resíduos radioativos. No entanto, o desenvolvimento da energia baseada no tório tem custos iniciais significativos. Os proponentes também citam a ausência de potencial para uma fácil produção de armamento como uma vantagem do tório, enquanto os críticos dizem que o desenvolvimento de reatores autofertilizantes em geral (incluindo reatores de tório, autofertilizantes por natureza) aumenta as preocupações com a proliferação nuclear. Em 2020, não há reatores de tório operando no mundo.
Um reator nuclear consome certos isótopos físseis específicos para produzir energia. Os dois tipos mais comuns de combustível de reator nuclear são:
- Urânio-235, purificado (isto é, "enriquecido"), reduzindo a quantidade de urânio-238 no urânio natural extraído. A maior parte da energia nuclear foi gerada usando urânio com baixo enriquecimento (LEU), enquanto o urânio com alto enriquecimento (HEU) é necessário para armas.
- Plutônio-239, transmutado a partir de urânio-238, obtido a partir de urânio natural extraído.

O foco do presente artigo são reatores alimentados por Urânio-233, transmutado a partir de tório-232, derivado de tório extraído natural.
Porque o tório-232 não é físsil,  requer  quantidades significativas de materiais cindíveis (ou seja,  urânio-235, ou plutónio-239 fabricado noutros reatores) para gerar os neutrões necessários para transmutar algum do tório para urânio-233 - um material físsil que tem uma massa crítica comparável ao Plutónio. Ao contrário do Plutónio, o U-233 não requer engenharia de implosão para o desencadear, e pode mais ser prontamente utilizado num dispositivo nuclear improvisado.
Alguns acreditam que o tório é a chave para o desenvolvimento de uma nova geração de energia nuclear mais limpa e segura. De acordo com um parecer de 2011 de um grupo de cientistas do Instituto de Tecnologia da Geórgia, considerando seu potencial geral, a energia baseada em tório "pode significar uma solução de mais de 1000 anos ou como uma fonte de baixo carbono de qualidade para fontes de energia verdadeiramente sustentáveis, resolvendo uma enorme parte do impacto ambiental negativo da humanidade."
Depois de estudar a viabilidade do uso de tório, os cientistas nucleares Ralph W. Moir e Edward Teller sugeriram que a pesquisa nuclear de tório deveria ser reiniciada após três décadas de paralisação e que uma pequena usina experimental deveria ser construída.

## Antecedentes e breve histórico
Após a Segunda Guerra Mundial, reatores nucleares à base de urânio foram construídos para geração de eletricidade. Estes eram semelhantes aos projetos de reatores que produziam material para armas nucleares. Durante esse período, o governo dos Estados Unidos também construiu um reator experimental de sal fundido usando combustível U-233, o material físsil criado pelo bombardeio do tório com nêutrons. Nos anos 1960, EUA e URSS tiveram programas para o desenvolvimento de aeronaves com propulsão nuclear mas, por questões estratégicas e financeiras tais foram encerrados, respectivamente em 1961 e 1966. O reator MSRE (Molten-Salt Reactor Experiment - reator experimental de sal fundido), construído no Laboratório Nacional de Oak Ridge, operou de maneira crítica por aproximadamente 15.000 horas, de 1965 a 1969. O MRSE foi desenvilvido, primariamente, para ser instalado em aeronaves e usar combustível nuclear "convencional". Em 1968, o prêmio Nobel e descobridor de plutônio, Glenn Theodore Seaborg, anunciou publicamente à Comissão de Energia Atômica, a qual ele presidia, que o reator à base de tório havia sido desenvolvido e testado com sucesso.
Em 1973, no entanto, o governo dos EUA adotou a tecnologia de urânio e interrompeu amplamente a pesquisa nuclear relacionada ao tório. As razões foram que os reatores "movidos a urânio" eram mais eficientes, a pesquisa foi comprovada e a taxa de reprodução do tório foi considerada insuficiente para produzir combustível suficiente para apoiar o desenvolvimento de uma indústria nuclear comercial. Como Moir e Teller escreveram mais tarde: "A competição se resumia a um reator rápido de metais líquidos (LMFBR) no ciclo urânio-plutônio e um reator térmico no ciclo tório-233U, o reator autofertilizante de sal fundido. O LMFBR tinha um maior taxa de reprodução... e venceu a competição." Na opinião deles, a decisão de interromper o desenvolvimento de reatores de tório, pelo menos como uma opção de backup, "foi um erro desculpável".
O escritor de ciências Richard Martin afirma que o físico nuclear Alvin Weinberg, diretor de Oak Ridge e principal responsável pelo novo reator, perdeu seu emprego como diretor porque defendeu o desenvolvimento de reatores de tório alegadamente mais seguros. O próprio Weinberg relembra esse período:
"O [congressista] Chet Holifield estava claramente exasperado comigo, e finalmente deixou escapar: "Alvin, se você está preocupado com a segurança dos reatores, acho que talvez seja hora de você deixar a energia nuclear". Eu fiquei sem palavras. Mas ficou claro para mim que meu estilo, minha atitude e minha percepção do futuro não estavam mais em sintonia com os poderes da AEC."
Martin explica que a falta de vontade de Weinberg de sacrificar uma forma de energia nuclear potencialmente segura para o benefício de usos militares o forçou a se aposentar:
"Weinberg percebeu que você poderia usar o tório em um tipo totalmente novo de reator, que não apresentaria risco de colapso... sua equipe construiu um reator funcional... e ele passou o resto de seus 18 anos de mandato tentando fazer do tório o coração do esforço de energia atômica do país. Ele falhou. Os reatores de urânio já haviam sido estabelecidos e Hyman Rickover, chefe de fato do programa nuclear dos EUA, queria que o plutônio das usinas nucleares movidas a urânio fosse usado em bombas. Cada vez mais aborrecido, Weinberg foi finalmente forçado a sair em 1973."
Apesar da história documentada da energia nuclear do tório, muitos dos especialistas nucleares de hoje desconheciam isso. De acordo com a revista Chemical & Engineering News, "a maioria das pessoas - inclusive os cientistas - mal ouviram falar do elemento e pouco sabem sobre ele...", observando o comentário de um participante da conferência que "é possível ter doutorado em tecnologia de reatores nucleares e não conhecer a energia do tório." O físico nuclear Victor J. Stenger, por exemplo, soube desta alternativa primeira vez em 2012:
"Foi uma surpresa para mim saber recentemente que essa alternativa esteve disponível para nós desde a Segunda Guerra Mundial, mas não foi adotada porque não era aplicável em armas."
Outros, incluindo o ex-cientista da NASA e especialista em tório Kirk Sorensen, concordam que "o tório era o caminho alternativo que não foi seguido..." Segundo Sorensen, durante uma entrevista documental, ele afirma que se os EUA não interrompessem suas pesquisas em 1974, poderia ter "provavelmente alcançado independência energética em torno de 2000". A outras conclusões chega o engenheiro nuclear Nick Touran, que aponta aqueles, que em sua opinião,  são vários mitos e equívocos acerca do tório como combustível nuclear. Para N. Touran, o abandono da opção tório foi apenas uma questão económica.

## Possíveis vantagens
A World Nuclear Association explica alguns dos possíveis benefícios.
O ciclo de combustível do tório oferece enormes benefícios de segurança energética a longo prazo devido ao seu potencial de ser um combustível autossustentável, sem a necessidade de reatores rápidos de nêutrons. É, portanto, uma tecnologia importante e potencialmente viável que parece capaz de contribuir para a construção de cenários confiáveis de energia nuclear a longo prazo.
Moir e Teller concordam, observando que as possíveis vantagens do tório incluem "a utilização de um combustível abundante, a inacessibilidade desse combustível a terroristas ou o desvio para o uso de armas, juntamente com bons recursos econômicos e de segurança..." O tório é considerado a "fonte de energia mais abundante, mais prontamente disponível, mais limpa e mais segura da Terra", acrescenta o escritor científico Richard Martin.
- O tório é três vezes mais abundante que o urânio e quase tão abundante quanto o chumbo e o gálio na crosta terrestre[26] (descobriu-se tório também nas superfícies da Lua[27] e de Marte).[28] A TEA (Thorium Energy Alliance) estima que "apenas nos Estados Unidos existe tório suficiente para alimentar o país em seu nível atual de energia por mais de 1.000 anos".[25][26] "Os EUA enterraram toneladas como subproduto da mineração de  terras raras", observa Ambrose Evans-Pritchard.[29] Quase todo o tório é Th-232 fértil, em comparação com o urânio, composto por 99,3% de U-238 fértil e 0,7% de U-235 fértil mais valioso.
- É difícil fabricar uma bomba nuclear prática a partir de subprodutos de um reator de tório. De acordo com Alvin Radkowsky, projetista da primeira usina elétrica atômica em escala mundial, "a taxa de produção de plutônio de um reator de tório seria inferior a 2% da de um reator padrão, e o conteúdo isotópico do plutônio o tornaria inadequado para uma detonação nuclear."[20][30] Várias bombas de urânio-233 foram testadas, mas a presença de urânio-232 tendeu a "envenenar" o urânio-233 de duas maneiras: intensa radiação do urânio-232 fez o material difícil de manusear, e o urânio-232 levou a uma possível pré-detonação. Separar o urânio-232 do urânio-233 mostrou-se muito difícil, embora técnicas mais recentes de laser possam facilitar esse processo.[31][32]

- Há muito menos lixo nuclear (imagem ao lado) até duas ordens de magnitude a menos, afirmam Moir e Teller,[6] eliminando a necessidade de armazenamento em larga escala ou a longo prazo;[20] "Cientistas chineses afirmam que resíduos perigosos serão mil vezes menos que o urânio."[33] A radioatividade do resíduo resultante também cai para níveis seguros após apenas uma ou algumas centenas de anos, em comparação com dezenas de milhares de anos necessários para o resíduo nuclear convencional decair.[34]
- De acordo com Moir e Teller, "uma vez iniciado, ele não precisa de outro combustível, exceto o tório, porque produz a maior parte ou todo o seu próprio combustível".[6] Isso se aplica apenas a reatores de reprodução, que produzem pelo menos tanto material físsil quanto consomem. Outros reatores requerem material físsil adicional, como urânio-235 ou plutônio.[25]
- O ciclo do combustível de tório é uma maneira potencial de produzir energia nuclear a longo prazo com resíduos de baixa radio-toxicidade. Além disso, a transição para o tório pode ser feita através da incineração de plutônio de uso militar (WPu) ou plutônio civil.[35]
- Como todo tório natural pode ser usado como combustível, não é necessário um enriquecimento caro.[34] No entanto, o mesmo vale para o U-238 como combustível fértil no ciclo urânio-plutônio.
- Comparando a quantidade de tório necessária ao carvão, o vencedor do Nobel Carlo Rubbia, do CERN, (Organização Européia de Pesquisa Nuclear), estima que uma tonelada de tório pode produzir tanta energia quanto 200 toneladas de urânio ou 3.500.000 toneladas de carvão.[29]
- Os reatores de fluoreto de tório líquido são projetados para serem à prova de colapso. Um plugue na parte inferior do reator derrete em caso de falta de energia ou se as temperaturas excederem um limite definido, drenando o combustível para um tanque subterrâneo para armazenamento seguro.[36]

- A mineração de tório é mais segura e eficiente que a mineração de urânio. A monazita de minério de tório geralmente contém concentrações mais altas de tório do que a porcentagem de urânio encontrada em seu respectivo minério. Isso torna o tório uma fonte de combustível mais econômica e menos prejudicial ao meio ambiente. A mineração de tório também é mais fácil e menos perigosa do que a mineração de urânio, pois a mina é um poço aberto - que não requer ventilação, ao contrário das minas subterrâneas de urânio, onde os níveis de radônio podem ser potencialmente prejudiciais.[37]

Resumindo alguns dos benefícios em potencial, Martin oferece sua opinião geral: "O tório poderia fornecer uma fonte de energia limpa e efetivamente ilimitada, ao mesmo tempo em que atendia toda a preocupação do público - proliferação de armas, poluição radioativa, lixo tóxico e combustível que são caros e complicados de processar. Moir e Teller estimaram em 2004 que o custo para o protótipo recomendado seria "bem abaixo de US$ 1 bilhão, com custos de operação provavelmente da ordem de US$ 100 milhões por ano" e, como resultado, um "plano de energia nuclear de grande escala utlizável por muitos países poderá ser estabelecido dentro de uma década."
Um relatório da Bellona Foundation em 2013 concluiu que a economia é bastante especulativa. É improvável que os reatores nucleares de tório produzam energia mais barata, mas é provável que o gerenciamento do combustível irradiado seja mais barato que nos reatores nucleares de urânio.

## Possíveis desvantagens
Alguns especialistas observam possíveis desvantagens específicas da energia nuclear do tório:      
- O reator requer plutónio e/ou  urânio (obtido noutras centrais nucleares) para iniciar o funcionamento; [39]
- A reprodução em um espectro de nêutrons térmicos é lenta e requer extenso reprocessamento. A viabilidade do reprocessamento ainda não foi comprovada.[40][41]
- Um trabalho significativo e caro de teste, análise e licenciamento é necessário primeiro, exigindo suporte comercial e governamental.[25] Num relatório de 2012 sobre o uso de combustível de tório com os reatores refrigerados a água existentes, o Bulletin of the Atomic Scientists sugeriu que "exigiria um investimento demasiado alto e não proporcionaria um retorno claro" e que "do ponto de vista dos serviços públicos, o único motor legítimo capaz de motivar a busca pelo tório é o econômico".[42]
- Há um custo mais alto de fabricação e reprocessamento de combustível do que em plantas que usam hastes de controle de combustível sólido tradicionais.[25][38]
- O tório, ao ser irradiado para uso em reatores, produz alguma quantidade de  urânio-232, que emite raios gama perigosos. Esse processo de irradiação pode ser ligeiramente alterado com a remoção de um elemento, o protactínio-233. A irradiação produziria então, (em vez de urânio-232) , o  urânio-233 (de meia vida de 160 mil anos)  que pode ser usado mais fácilmente em armas nucleares - transformando o tório num combustível de dupla finalidade.[43][44]
- Não resolve completamente o problema dos resíduos nucleares poderem vir a ser  utilizados como armas nucleares. Os resíduos nucleares,  que apresentam vários graus de perigosidade, e o seu armazenamento, continuam a ser o problema principal. [39][45][46]

## Projetos de energia nuclear baseados em tório
A pesquisa e o desenvolvimento de reatores nucleares baseados em tório, principalmente o reator de fluoreto líquido de tório (LFTR), com design do MSR, estão (ou foram) sendo realizados nos Estados Unidos, Reino Unido, Alemanha, Brasil, Índia, China, França e República Tcheca, Japão, Rússia, Canadá, Israel e Holanda. Realizam-se conferências com especialistas de até 32 países, incluindo uma pela Organização Europeia de Pesquisa Nuclear (CERN) em 2013, que se concentra no tório como uma tecnologia nuclear alternativa sem exigir a produção de resíduos radioativos. Especialistas reconhecidos, como Hans Blix, ex-chefe da Agência Internacional de Energia Atômica, pedem suporte expandido à nova tecnologia de energia nuclear e afirma: "a opção do tório oferece ao mundo não apenas um novo suprimento sustentável de combustível para a energia nuclear, mas também um que faz melhor uso do conteúdo energético do combustível".

### Alemanha Ocidental, anos 1980

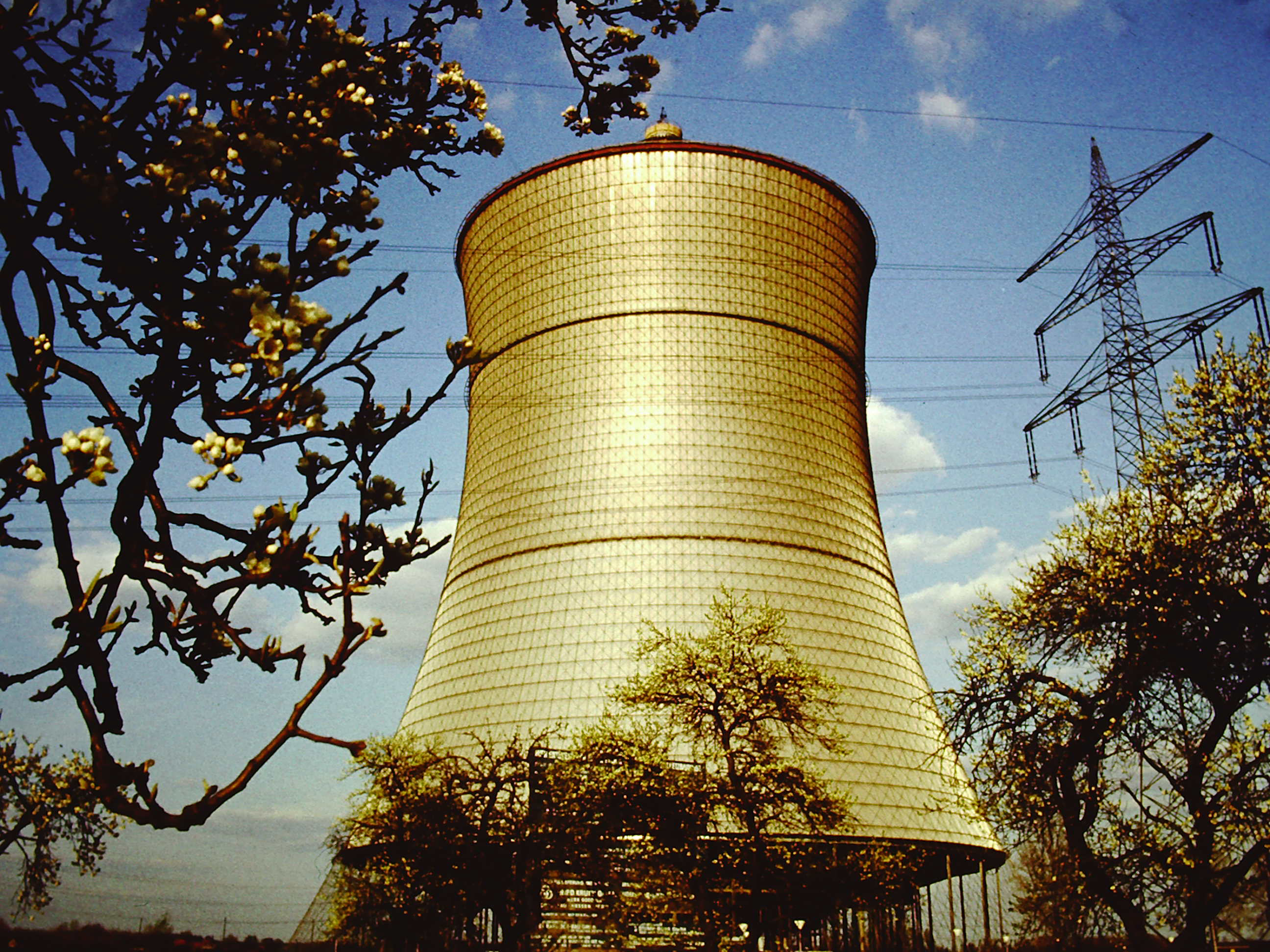
Torre de resfriamento do THTR-300.

O THTR-300 alemão ocidental era um protótipo de uma usina comercial que usava tanto o tório como o U-235 fértil e altamente enriquecido como combustível físsil. Embora tenha sido nomeado reator de alta temperatura para tório, o U-235 foi principalmente fissionado. O THTR-300 era um reator de alta temperatura resfriado a hélio com um núcleo de reator de leito de esferas que consiste em aproximadamente 670.000 compactos de combustível esférico a cada 6 centímetros de diâmetro com partículas de combustível de urânio 235 e tório-232 incorporados em um matriz de grafite. Alimentou a rede elétrica da Alemanha Ocidental por 432 dias no final dos anos 1980, antes de ser desligada por razões de custo, mecânicas e outras.

### Brasil

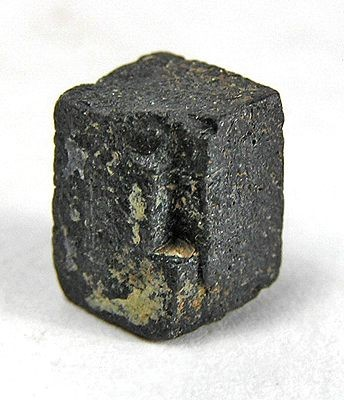
Torianita, abundante no Brasil e composta por, aproximadamente, 70% de tório.

O Brasil possui grandes reservas de tório. Dados de 2007, da Agência Internacional de Energia Atômica, indicavam que o país possivelmente abrigaria a maior reserva de tório do mundo. Estudos de 2015, apontavam que a reserva de tório brasileira seria a segunda maior do mundo, sendo superada somente pela da Índia. Segundo Kirk Sorensen, "O Brasil tem tório o suficiente para ser independente por milhões de anos".
O país esforçou-se para adquirir a tecnologia de reatores convencionais. Em 25 de Janeiro de 1958, Juscelino Kubitschek pôs oficialmente em operação o IEA-R1, primeiro reator do Brasil e da América Latina, construído em parceria com os EUA através do programa Átomos para a Paz criado estimular, internacionalmente, a tecnologia nuclear. O IPEN/MB-01, primeiro reator nuclear projetado e construído no Brasil, entrou em operação no dia  28 de Novembro de 1988.
O estudo brasileiro, no campo dos reatores "movidos a tório", foi iniciado no final dos anos 1950, com o Grupo do Tório, oriundo do IPR (Instituto de Pesquisas Radioativas, atual CDTN - Centro de Desenvolvimento da Tecnologia Nuclear) da Universidade Federal de Minas Gerais.
De acordo com José Goldemberg:
"O chamado Grupo do Tório propôs o uso de um reator de urânio natural, moderado por água pesada, com uma camada de tório 232 que se transformaria em urânio 233 e poderia ser utilizada posteriormente em substituição ao urânio 235. Desta forma, o Brasil poderia substituir o uso de urânio enriquecido por tório, que é abundante no país."
Renato Archer recorda-se de uma declaração, feita em 1957 por John Dunworth, diretor científico do Atomic Energy Research Establishment (Reino Unido) na ocasião em participava de um curso naquele centro:
"Em um determinado momento, chegamos em frente a um galpão maior e ele (Dunworth), apontando, disse: "É um reator a tório. Está em fase de teste e em pleno funcionamento. Não vamos continuar a desenvolvê-lo. Não nos interessa a tecnologia do tório, pelo menos no momento. É um problema que diz respeito a vocês e à Índia. Mas você não viu nada. Se disser que viu, vou dizer que você é um mentiroso e um comunista. Todo mundo vai acreditar em mim, e não em você, não é mesmo?"
O acordo nuclear Brasil-Alemanha, firmado em 1975, paralisou as pesquisas brasileiras neste campo.
O relatório final do Grupo do Tório afirmava:
"Foi desenvolvido o projeto preliminar de referência de um reator. A tecnologia ligada ao projeto poderá ser desenvolvida no Brasil já que não é muito complexa. Tudo indica que o mais apropriado para o país é a opção do urânio natural, seguida de opção plutônio-tório para o prazo mais longo."
Em 28 de Outubro de 1996, o físico italiano Carlo Rubbia apresentou, no Rio de Janeiro, projeto de um reator de tório que, segundo ele, seria seguro e eficiente.
Na atualidade, pesquisadores brasileiros continuam vislumbrando o tório como uma importante fonte energética para o futuro.

### Canadá

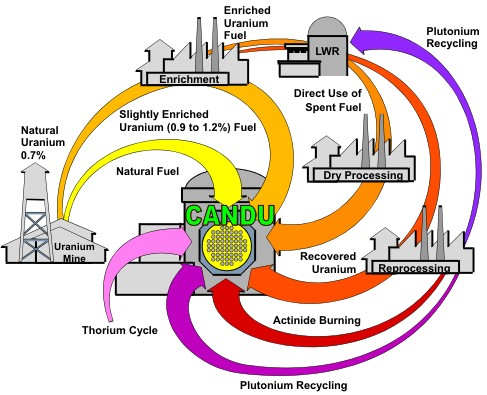
Ciclos dos combustíveis (urânio/tório) empregados pelo CANDU.

Os reatores Candu são capazes de usar o tório e a Thorium Power Canada, em 2013, planejou e propôs o desenvolvimento de projetos de energia para o tório no Chile e na Indonésia. O reator de demonstração proposto de 10 MW no Chile poderia ser usado para alimentar uma usina de dessalinização de 20 milhões de litros / dia. Em 2018, a New Brunswick Energy Solutions Corporation anunciou a participação da Moltex Energy no cluster de pesquisa nuclear que trabalhará na pesquisa e desenvolvimento de tecnologias de pequenos reatores modulares.

### China
Na conferência anual de 2011 da Academia Chinesa de Ciências, foi anunciado que "a China iniciou um projeto de pesquisa e desenvolvimento em tecnologia MSR de tório". Além disso, o Dr. Jiang Mianheng, filho do ex-líder chinês Jiang Zemin, liderou uma delegação de especialistas em tório para discussões confidenciais no Laboratório Nacional de Oak Ridge, Tennessee, e no final de 2013 a China havia oficialmente feito uma parceria com Oak Ridge para ajuda-la em seu próprio desenvolvimento. A World Nuclear Association observa que a Academia Chinesa de Ciências, em janeiro de 2011, anunciou seu programa de P&D, "alegando ter o maior esforço nacional do mundo, na esperança de obter plenos direitos de propriedade intelectual sobre a tecnologia". Segundo Martin, "A China deixou clara sua intenção de fazê-lo sozinha", acrescentando que a China já possui o monopólio da maioria dos minerais de terras raras do mundo.
Em março de 2014, com a dependência da energia do carvão se tornou uma das principais causas de sua atual "crise de poluição atmosférica", eles reduziram seu objetivo original de criar um reator em funcionamento de 25 anos para 10 anos. "No passado, os governos eram interessados em energia nuclear devido à falta de energia. Agora eles estão mais interessados por causa da poluição atmosférica", disse o professor Li Zhong, cientista que trabalha no projeto. "Esta é definitivamente uma corrida", acrescentou.
No início de 2012, foi relatado que a China, usando componentes produzidos pelo Ocidente e pela Rússia, planejava construir dois protótipos de MSRs de tório até 2015, e havia orçado o projeto em US$ 400 milhões e exigindo 400 trabalhadores ". A China também finalizou um acordo com uma empresa canadense de tecnologia nuclear para desenvolver reatores Candu aprimorados usando tório e urânio como combustível.
Atualmente, dois reatores estão em construção no deserto de Gobi, com conclusão prevista para 2020. A China espera colocar reatores de tório em uso comercial até 2030.

### Estados Unidos
Em seu relatório de Janeiro de 2012 ao Secretário da Energia dos Estados Unidos, a Blue Ribbon Commission on America's Future observa que também foi proposto um "reator de sal fundido usando tório". No mesmo mês, foi relatado que os EUA O Departamento de Energia está "colaborando silenciosamente com a China "em projetos de energia nuclear baseados em tório usando um MSR."
Alguns especialistas e políticos querem que o tório seja "o pilar do futuro nuclear dos EUA". Os senadores Harry Reid e Orrin Hatch apoiaram o uso de US$ 250 milhões em fundos federais de pesquisa para reativar a pesquisa do ORNL (Laboratório Nacional de Oak Ridge). Em 2009, o congressista Joe Sestak tentou, sem sucesso, obter financiamento para pesquisa e desenvolvimento de um reator "tamanho-destróier" (de mesmo tamanho que os usados em destróieres - ver: propulsão nuclear) usando combustível líquido à base de tório.
Alvin Radkowsky, designer-chefe da Shippingport Atomic Power Station, segunda usina elétrica atômica em escala real do mundo na Pensilvânia, fundou um projeto conjunto dos EUA e da Rússia em 1997 para criar um reator à base de tório, considerado um "avanço criativo". Em 1992 , enquanto professor residente em Tel Aviv, Israel, ele fundou a empresa americana Thorium Power Ltd., perto de Washington, DC, para construir reatores de tório.
O principal combustível do projeto de pesquisa HT3R (da University of Texas of the Permian Basin e do Laboratório Nacional de Los Alamos) proposto perto de Odessa, Texas, Estados Unidos, serão as esferas de tório revestidas com cerâmica. A construção do reator ainda não começou. As estimativas para concluir um reator foram originalmente estabelecidas em dez anos em 2006 (com uma data operacional proposta para 2015).
Sobre o potencial de pesquisa da energia nuclear baseada em tório, Richard L. Garwin, vencedor da Medalha Presidencial da Liberdade, e Georges Charpak aconselham um estudo mais aprofundado do amplificador de energia em seu livro Megawatts and Megatons (2002).
| |                                                                                                  |                                                                             | |
| Primeiro reator nuclear abastecido com tório (MSR) no Laboratório Nacional de Oak Ridge na década de 1960. | Diagrama do Molten-Salt Reactor Experiment (Reator experimental de sal fundido ) década de 1960. | Reator aquoso homogêneo (AHR) no Laboratório Nacional de Oak Ridge em 1952. | Convair NB-36H, única aeronave dos EUA que transportava um reator nuclear (acompanhada aqui por um B-50). O reator MSRE, desevolvido para o NB-36H e não usado, foi posteriormente cogitado para empregar o tório como combustível. |

### Índia
A Índia possui um dos maiores suprimentos de tório do mundo, com quantidades comparativamente baixas de urânio. A Índia projetou atender até 30% de sua demanda energética através do tório até 2050.
Em Fevereiro de 2014, o Bhabha Atomic Research Centre (BARC), em Bombaim, apresentou seu mais recente projeto de um "reator nuclear de próxima geração" que "queima" tório combustível, chamando-o de Reator Avançado de Água Pesada (AWHR). Eles estimaram que o reator poderia funcionar sem um operador por 120 dias. A validação física do núcleo do reator principal estava em andamento no final de 2017.
Segundo o Dr. R. Sinha, presidente da Comissão de Energia Atômica, "isso reduzirá nossa dependência de combustíveis fósseis, principalmente importados, e será uma grande contribuição para os esforços globais de combate às mudanças climáticas". Por causa de sua segurança inerente, eles esperam que projetos semelhantes possam ser criados "dentro de cidades populosas, como Bombaim ou Deli.

Reservas indianas de tório, numa estimativa de 2016.

O governo da Índia também está desenvolvendo até 62, a maioria reatores de tório, que espera estar operacional até 2025. É o "único país do mundo com um plano detalhado, financiado e aprovado pelo governo" para se concentrar na energia nuclear baseada em tório. Atualmente, o país recebe menos de 2% de sua eletricidade proveniente de energia nuclear, sendo o restante proveniente de carvão (60%), hidroeletricidade (16%), outras fontes renováveis (12%) e gás natural (9%).[carece de fontes?] Ele espera produzir cerca de 25% de sua eletricidade a partir da energia nuclear. Em 2009, o presidente da Comissão Indiana de Energia Atômica disse que a Índia tem um "objetivo de longo prazo de se tornar independente de energia com base em seus vastos recursos de tório".
No final de junho de 2012, a Índia anunciou que seu "primeiro reator comercial rápido" estava quase completo, tornando a Índia o país mais avançado em pesquisa de tório. "Temos enormes reservas de tório. O desafio é desenvolver tecnologia para converter isso em material físsil", afirmou seu ex-presidente da Comissão de Energia Atômica da Índia. Essa visão de usar o tório no lugar do urânio foi apresentada na década de 1950 pelo físico Homi Jehangir Bhabha.
O primeiro reator comercial de rápido autofertilizante da Índia - o PFBR (Prototype Fast Breeder Reactor - Protótipo de reator autofertilizante rápido) de 500 MW, está prestes a ser concluído no Centro Indira Gandhi de Pesquisa Atômica, Kalpakkam, no estado de Tâmil Nadu.
Em Julho de 2013, os principais equipamentos do PFBR haviam sido montados e o carregamento de combustíveis "alternativos" em locais periféricos estava em andamento. Esperava-se que o reator se tornasse crítico em Setembro de 2014.  O Centro havia sancionado Rs. 5.677 crore para a construção do PFBR e "definitivamente construiremos o reator dentro desse valor", afirmou Kumar. O custo original do projeto foi de Rs. 3.492 crore, revisado para Rs. 5.677 crore. A eletricidade gerada a partir do PFBR seria vendida para os Conselhos Estaduais de Eletricidade em Rs. 4,44 uma unidade. A BHAVINI constrói reatores autofertilizantes na Índia.
Em 2013, o AHWR (Advanced heavy-water reactor - reator de água pesada pressurizada) de 300 MW da Índia foi programado para ser construído em um local não revelado. O projeto prevê que a "partida" seja dada com plutônio de grau de reator que produza o U-233 do Th-232. Depois disso, o tório deve ser o único combustível. A partir de 2017, o design estava nos estágios finais de validação.
Os atrasos postergaram o comissionamento [criticidade?] do PFBR para Setembro de 2016, mas o compromisso da Índia com a produção de energia nuclear a longo prazo é sublinhado pela aprovação em 2015 de dez novos locais para reatores de tipos não especificados, embora a aquisição de material físsil primário - preferencialmente plutônio - possa ser problemática devido às baixas reservas de urânio da Índia e capacidade de produção.

### Indonésia
A P3Tek, uma agência do Ministério de Energia e Recursos Minerais da Indonésia, revisou um reator de sal fundido de tório da Thorcon denominado TMSR-500. Os estudos concluem que a construção de um ThorCon TMSR-500 atenderia aos regulamentos da Indonésia para segurança e desempenho de energia nuclear.

### Israel
Em Maio de 2010, pesquisadores da Universidade Ben-Gurion do Negev, em Israel, e do Laboratório Nacional de Brookhaven, em Nova York, começaram a colaborar no desenvolvimento de reatores de tório, destinados a serem autossustentáveis ", significando um que produzirá e consumirá aproximadamente as mesmas quantidades de combustível ", o que não é possível com o urânio em um reator de água leve.

### Japão
Em Junho de 2012, a concessionária japonesa Chubu Electric Power declarou que considerava o tório "um dos possíveis recursos energéticos futuros".

### Noruega
No final de 2012, a Thor Energy, de propriedade privada da Noruega, em colaboração com o governo e a Westinghouse, anunciou um teste de quatro anos usando o tório em um reator nuclear existente. Em 2013, a Aker Kværner adquiriu patentes do físico Carlo Rubbia, vencedor do Prêmio Nobel. para o projeto de uma usina nuclear de tório baseada em acelerador de prótons.

### Reino Unido
No Reino Unido, uma organização que promove ou examina a pesquisa em usinas nucleares baseadas em tório é a The Alvin Weinberg Foundation. Integrante da Câmara dos Lordes, a baronesa Bryony Worthington, promove o tório, chamando-o de "combustível esquecido" que pode alterar os planos de energia da Grã-Bretanha. No entanto, em 2010, o NNL (National Nuclear Laboratory) concluiu que, a curto e médio prazo, "... o ciclo de combustível do tório atualmente não tem um papel a desempenhar", na medida em que é "imaturo tecnicamente e exige um investimento financeiro e risco significativos sem benefícios claros" e concluíram que os benefícios foram "superestimados". A Amigos da Terra britânica considera a pesquisa "útil" como um "plano B".